# Travis Demsey
Travis Demsey (...) è un batterista australiano.
È stato il batterista della band Australiana, The Living End dal maggio del 1996 fino al febbraio del 2002. Quando il loro originale batterista è stato licenziato, Chris Cheney e Scott Owen, i due membri rimasti, hanno rincontrato Travis in un music store di Melbourne dove lui lavorava. Fintanto che suonava nei The Living End è divenuto famoso per la sua grande energia. Travis ha suonato al Homebake Festival nel 2000 con una caviglia rotta.  Trav ha lasciato il gruppo in seguito a un'avversione pressante che si era venuta a creare in seguito al tour.
Dopo i The Living End, ha formato una band chiamata the Knockout Drops con alcuni dei suoi "amici di bevuta". Ora suona la batteria per una band Celt-Punk di Melbourne, The Currency. Travis è stato anche un tecnico alla batteria per molti gruppi come i Jet e ha lavorato a Mannies.

## Curiosità
- Il suo stile era molto 'Keith Moon' che scoppiava spesso negli assoli della batteria e rompereva le bacchette.
- Ha scritto il testo di una canzone non pubblicata dei The Living End chiamata Bully.
- La canzone Uncle Harry dei The Living End ha qualcosa di basato sullo zio di Travis's.
- Lui ama i suoi tatuaggi e le sue auto. Il suo braccio destro è coperto da un tatuaggio raffigurante un dragone. Lui ha anche lavorato per una rivista di tatuaggi e la rivista Street Machine.